# سوتس بالعربي
سوتس بالعربي أو قضايا هو مسلسل تلفزيوني مصري عُرض في شهر رمضان عام 1443 هـ (2 أبريل 2022م)، وهو النسخة المصرية من المسلسل الأمريكي سوتس. المسلسل من إخراج عصام عبد الحميد وسيناريو وحوار محمد حفظي وياسر عبد المجيد، ومن بطولة آسر ياسين، وأحمد داود، وصبا مبارك، وريم مصطفى، ومحمد شاهين، وتارا عماد.

## قصة المسلسل
تدور الأحداث في كواليس عالم المحاماة والقضايا، حيث يتناول العمل قصة آدم والذي يتحول عن طريق الصدفة إلى محامي في شركة محاماة كبيرة حينما يكشف سره للمحامي زين، ومعا يتولى الثنائي العديد من القضايا الشائكة.

## طاقم التمثيل
- آسر ياسين: زين ثابت
- أحمد داود: آدم منصور
- صبا مبارك: فريدة المسيري
- ريم مصطفى: كاميليا أشرف
- محمد شاهين: قدري الزيات
- تارا عماد: ليلى رضوان
- مصطفى درويش: شريف زيدان
- لبنى ونس: جدة آدم
- عصام عمر: مروان
- يارا جبران: نهلة
- أحمد الأزعر: رؤوف
- يارا عزمي: شيرين
- عمرو جمال: طايل

### ضيوف الحلقات
- إسماعيل شرف: أشرف طولان (ح1)
- هدى المفتي: مي (ح2&3)
- محمد البوهي: رضا السوهاجي (ح3)
- أحمد حسام ميدو: بنفسه (ح4)
- محمد يونس: المهندس هشام (ح5)
- هيثم عثمان: حامد السيوفي (ح5)
- خالد كمال: رفعت فوزي (ح6)
- فكري سليم: رؤوف عادل (ح6)
- أشرف فاروق: صاحب العمارة ح6
- أحمد أسامة: عبدالمجيد حجاب (ح6)
- ليلى عز العرب: سارة الشربيني (ح7)
- محمد يسري: مايكل سائق التاكسي (ح7)
- أحمد سعد: جمال (ح8)
- إيمان الشريف: مرفت (ح8)
- شريف عواد: مجدي (ح8)
- عمر زهران: يوسف (ح8)
- أسماء جلال: غادة (ح9، 29، 30)
- محمد مكاوي: (ح9)
- سلمى أبو ضيف: تاليا (ح10)
- عاصم سامي: فؤاد بك (ح10)
- علي قاسم: أمجد بشير (ح11، 18، 21، 25)
- وفاء سالم: رانيا (ح12)
- عبد المنعم رياض: المحاسب جمال العبودي (ح12)
- عبد الرحيم حسن: هاني رشوان (ح13)
- هبة عبد الغني: علياء المحمدي (ح13)
- ليلى حسين: ريم (ح14)
- ياسر عزت: محيي به (ح14)
- عمرو فريد: الشاهد صالح (ح14)
- برديس عرفة: منى (ح15)
- عماد رشاد: يوسف (ح16، 24)
- محمد سليمان: ياسر شوكت (ح16)
- نوال سمير: هالة المستكاوي (ح16)
- زينة منصور: صفاء يونس (ح17)
- داليا الخولي: ناهد فاروق (ح17، 26، 29)
- شريف ليلة: المهندس يسري (ح18)
- أحمد عزت: رجاء حشمت (ح18)
- ناردين فرج: (ح19، 27)
- فؤاد محسن: (ح19)
- محمد الجندي: (ح19)
- هشام الشاذلي: رافت علام (ح20)
- أحمد عثمان: توني مرزوق (ح20)
- أيميل شوقي: خليل يونس (ح20)
- طاهر الحكيم: موظف بالمسرح (ح20)
- ندى الشاذلي: سها (ح21، 22، 26)
- كريمة مصطفى: رانيا (ح22)
- خلود سرحان: نهى رفعت (ح22، 28، 29)
- شريف البردويلي: ربيع (ح23)
- جيهان الشماشرجي: هدى (ح24-26)
- محمد الدسوقي (ح26)
- ميار سليمان: ميار فاروق (ح26)
- شادي جميل: صديق أدم (ح27)
- محمد رضوان: رضوان نعمان (ح28، 29)
- كريم أبو يوسف (ح28)
- سلمى زهران (ح28)
- مراد مكرم: نوح الصبان (ح 29، 30)
- هنا جاد (ح 29)
- أحمد طلعت: الوجيه حمودة (ح30)

## فريق العمل
- قصة: آرون كورش (مأخوذ عن مسلسل سوتس)
- سيناريو وحوار: محمد حفظي، ياسر عبد المجيد، محمد جلال، محمود نصار، سارة الطوبجي، نادين بدراوي
- إخراج: عصام عبد الحميد
- إنتاج: TVision (عمرو الجنايني)
- مدير التصوير: مصطفى فهمي
- مونتاج: كريم سعد
- موسيقى تصويرية: هشام خرما

## وصلات خارجية
- سوتس بالعربي على موقع IMDb (الإنجليزية)
- سوتس بالعربي على موقع قاعدة بيانات الأفلام العربية
- سوتس بالعربي على موقع قاعدة بيانات الفيلم (الإنجليزية)